# Macrojoppa surinamensis
Macrojoppa surinamensis är en stekelart som beskrevs av Joseph Kriechbaumer 1898. Macrojoppa surinamensis ingår i släktet Macrojoppa och familjen brokparasitsteklar. Inga underarter finns listade i Catalogue of Life.